# Üsharal
Üsharal är en ort i Kazakstan.   Den ligger i oblystet Almaty, i den östra delen av landet, 900 km sydost om huvudstaden Astana. Üsharal ligger 393 meter över havet och antalet invånare är 15 991.
Terrängen runt Üsharal är platt åt nordost, men åt sydväst är den kuperad. Terrängen runt Üsharal sluttar norrut. Runt Üsharal är det mycket glesbefolkat, med 3 invånare per kvadratkilometer. Üsharal är det största samhället i trakten. Trakten runt Üsharal består i huvudsak av gräsmarker.